# Kundnöjdhet
Kundnöjdhet (customer satisfaction på engelska, av latin satis, tillräckligt, och facere, att göra) definieras i marknadsföring som resultatet av matchningen mellan (a) kundens förväntningar före ett köp och (b) de utfallsbedömningar som kunden gör efter att ett köp är fullbordat. Kundnöjdhet bygger därmed på ett antagande om att kunden i förväg bär med sig olika förväntningar in i mötet med ett erbjudande (”så kommer det att bli”), samt att detta möte ger kunden underlag för att jämföra utfallet av mötet med förväntningarna (”så blev det”). Resultatet av jämförelsen, kundnöjdheten, brukar beskrivas längs med en dimension där de båda ytterligheterna är högt missnöje (utfallet blev sämre än vad som förväntades) och hög nöjdhet (utfallet blev bättre än vad som förväntades).

## Kundnöjdhet som utvärderingsvariabel
Kundnöjdhet är en utvärderingsvariabel, i så måtto att utvärderingar i största allmänhet kännetecknas av att de ger uttryck för ett omdöme som varierar mellan en negativt laddad och en positivt laddad ytterlighet. Vår förmåga att göra sådana utvärderingar kan anses vara en central komponent i vårt förhållande till omvärlden, därför att de ger underlag för alla de val vi måste göra. Kundnöjdhet är således en bland flera utvärderingar som en kund kan göra. Kundnöjdheten har dock några egenskaper som gör den till en speciell form av utvärdering. 

För det första avser kundnöjdhet en utvärdering som innebär att kunden väger ihop en mängd intryck av olika egenskaper hos ett erbjudande genom att göra en övergripande, global sammanfattning av dem – i form av ett helhetsintryck. Många företag har tagit fasta på just detta när de i en marknadsundersökning ställer en enda fråga till kunderna för att få reda på hur nöjda de är. Antagligen är kunders förmåga att kunna producera sådana helhetsintryck en viktig förklaring till att kundnöjdhet har blivit en så populär variabel: genom att ställa en enda undersökningsfråga till kunder (”Hur nöjd är du?"), och genom att tillhandahålla svarsalternativ som är kvantifierbara, vilket i slutänden genererar resultat i form av ett enda tal, får man en ekonomisk bild av kunders syn på ett erbjudande.

För det andra brukar kundnöjdhet reserveras för utvärderingar som görs av befintliga kunder, snarare än av potentiella kunder. Kundnöjdhet kräver med andra ord att kunden har erfarenhet av det som utvärderas. Detta till skillnad mot utvärderingar som attityd och image, vilka speglar att människor även kan utvärdera objekt och händelser som de inte har någon egen erfarenhet av. Att kundnöjdhet är reserverat för kunder med erfarenhet av det som ska utvärderas anger för övrigt också vissa restriktioner för hur långt man kan komma med begreppet kundnöjdhet. Framförallt ger sig dessa restriktioner till känna när det handlar om lansering av nya produkter för vilka det ännu inte finns några kunder som kan utvärdera dem. 

För det tredje är kundnöjdhet ett subjektivt begrepp, i så måtto att kunder som har köpt exakt samma produkt under exakt samma omständigheter inte nödvändigtvis blir lika nöjda (eller missnöjda). Anledningen till att det kan bli på det sättet är att kunder kommer in i mötet med ett visst erbjudande med olikheter i form av olika förväntningar (och det är ju i ljuset av sådana förväntningar som kundnöjdhet antas bli formad). När kunder utvärderar en produkt i form av nöjdhet, kan man uttrycka det som att de gör utvärderingen inte bara i termer av egenskaper hos själva produkten utan även i termer av egenskaper hos dem själva – och deras egna egenskaper är i regel olika, framförallt i form av olika förväntningar före ett köp. Det finns onekligen en viss negativ klang hos det som är subjektivt – speciellt i ett upplyst, rationellt samhälle där många önskar att beslut kunde fattas på objektiva, saklig grund. Men för en marknadsförare som intresserar sig för kunders syn på produkter är det subjektiva sällan problematiskt. Det är snarare så att det subjektiva (”världen så som den uppfattas”) är mer intressant för marknadsföraren än det objektiva (”världen som den verkligen är”), eftersom det är människors subjektiva uppfattningar som driver deras beteende. Och just denna beteendedrivande sida är för övrigt synnerligen central för marknadsförare som vill syssla med kundnöjdhet. Antagandet är nämligen att kundnöjdhet påverkar kunders beteende, till exempel i form av att kunden väljer att komma tillbaka igen till samma erbjudande eller samma leverantör. Om kundnöjdhet enbart hade varit ett tillstånd i kundens huvud, i form av ett subjektivt, sammanfattande plus- eller minustecken som lever sitt eget isolerade liv därinne, hade knappast särskilt många marknadsförare varit intresserade av kundnöjdhet.